# Lappkittjärnen
Lappkittjärnen är en sjö i Mora kommun i Dalarna och ingår i Dalälvens huvudavrinningsområde.